# Arrie distrikt
Arrie distrikt är ett distrikt i Vellinge kommun och Skåne län. 
Distriktet ligger nordost om Vellinge. 

## Tidigare administrativ tillhörighet
Distriktet inrättades 2016 och utgörs av socknen Arrie i Vellinge kommun
Området motsvarar den omfattning Arrie församling hade 1999/2000.